# Candoni
Candoni é um município de  quarta classe de renda municipal (d) na província Negros Ocidental, nas Filipinas. De acordo com o censo de 1 de maio  de  2020 possui uma população de 23 751 pessoas e 5 629 domicílios.